# Battaglia di Morazzone
Con il nome di Battaglia di Morazzone o Marcia di Morazzone si intende una serie di eventi militari che, inscrivendosi fra gli eventi dei grandi moti del 1848, videro il tentativo degli austriaci di catturare Giuseppe Garibaldi onde impedirgli di arrivare a Roma. Nonostante ciò, pur disponendo di un numero di truppe almeno quattro volte superiore, gli austriaci non riuscirono a catturare Garibaldi, che riuscì poi ad arrivare a Roma nel 1849, per partecipare gli eventi della Repubblica Romana del 1849. La marcia fu la prima impresa militare di Garibaldi in Italia. La principale fonte della marcia sono le memorie del condottiero, gli scritti biografici di Alberto Mario, le testimonianze di numerosi testimoni e saggi moderni di Andrea Frediani e Denis Mack Smith.

## Antefatto
Nel 1848 la rivolta milanese contro gli Austriaci di Josef Radetzky che sfocia nelle Cinque giornate di Milano causò l'intervento di larghi strati di volontari provenienti dalla Sicilia, da Napoli e da Roma. Il re Carlo Alberto intervenne alla testa dell'esercito piemontese. Dopo le prime vittorie di Pastrengo e Goito, gli austriaci si ripresero e sconfissero i piemontesi a Novara. Alle prime forti difficoltà Carlo Alberto rinunciò a proseguire la guerra e rifiutò l'aiuto offertogli da Giuseppe Garibaldi, tornato in Italia dal Sudamerica con la sua Legione Italiana di 1500 uomini. Garibaldi fu contattato da Giuseppe Mazzini e da questi convinto a subentrare alla guerra del re: una volta entrato in Lombardia, Garibaldi sarebbe stato appoggiato da parte di larghi strati della popolazione che si sarebbe sollevata in una rivolta di popolo contro la dominazione straniera. Dopo attenta riflessione Garibaldi, forte dei suoi 1500 cui ben presto si unirono circa altri 2000 volontari, tra i quali lo stesso Mazzini - in tutto 3500 uomini male armati ed equipaggiati, con soli 2 cannoni - decise di dar inizio alla rivolta nel Lombardo Veneto.

## Forze opposte

### Forze di Garibaldi
Le forze garibaldine ammontavano a circa 3500 uomini, ma lo stesso condottiero ammette di non sapere con precisione di quanti uomini disponesse. Secondo le testimonianze Garibaldi aveva portato dal Sud America almeno 1500 uomini della sua vecchia Legione Italiana, i combattenti migliori di cui lo stesso Garibaldi potesse disporre. Garibaldi stesso dice che oltre alla Legione vi erano 2000 volontari senza alcuna esperienza bellica condotti a lui da Mazzini. Ma questi volontari inesperti dopo soli due giorni di marcia, disertarono in massa; negli scontri più importanti, Garibaldi non dispose altro che dei propri legionari che gradualmente si ridussero a ben meno dagli iniziali 1500.

### Forze Austriache
I soldati austriaci di stanza nelle aree coinvolte dalle operazioni di Garibaldi dovevano essere piuttosto pochi, con ogni probabilità non più di 4000, per la maggior parte croati e ungheresi. Dopo i primi scontri, avendo perso molti uomini, gli austriaci presero sul serio Garibaldi e radunarono ben sei brigate di fanteria ed alcuni squadroni di cavalleria, per un totale di circa 26 000 uomini di cui 24 000 fanti e 2 000 cavalieri. A questi si aggiunsero numerose batterie di artiglieria ed alcuni barconi armati di stanza sui Laghi di Como e di Garda. Gli austriaci erano superiori in tutto a Garibaldi: in numero, in armamento, in addestramento, in esperienza, in artiglieria, in disciplina e nella fedeltà alla propria bandiera.

## Marcia

### Inizio della marcia
La marcia ha inizio con la partenza dell'esercito di Garibaldi da Padova per coŕrere in aiuto di Carlo Alberto contro gli austriaci a Milano. Ma quando il 9 agosto riceve la notizia che Carlo Alberto è stato sconfitto e che ha firmato un armistizio (armistizio Salasco) con Radetzky, Garibaldi decide di dirigersi verso Como per aizzare la popolazione contro gli austriaci. Dopo un percorso lungo il confine con la Svizzera però, Mazzini lo abbandona per fuggire in Svizzera con gran parte dei suoi 2 000 volontari. Rimasto con i suoi legionari e con il solo Giacomo Medici, a capo di un gruppo di volontari toscani, Garibaldi non si arrende. Scrive nelle sue memorie: "Se il re di Sardegna ha una corona che conserva a forza di colpe e viltà, io e i miei compagni non vogliamo conservare con infamia la nostra vita". Poi decide di cominciare una guerra personale, e il primo atto è proclamare le proprie intenzioni al popolo.

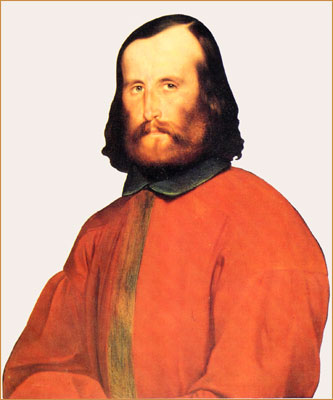
Garibaldi nel 1848

Il primo atto è un piccolo scontro con alcune truppe croate, forse un centinaio di uomini, con una settantina di garibaldini. I garibaldini respingono il nemico, e non hanno né morti né feriti, mentre i croati lasciano 1 morto e 7 feriti sul campo. La prima vittoria però non convince altri garibaldini, che decidono di disertare e che almeno in 500 fuggono nella notte del 13 agosto.

### Scontro sul Lago Maggiore
Il 14 agosto Garibaldi decide di sorprendere gli austriaci e con i 1000 uomini che gli sono rimasti fedeli attacca due barconi a vapore presidiati da soldati ungheresi. Il nemico respinge il primo attacco, ma Garibaldi, ricevuti alcuni cannoni razziati a una colonna di croati, bombarda il fortino degli ungheresi che si danno alla fuga. Nello scontro 3 austriaci cadono e 11 vengono feriti. Garibaldi ordina a Medici di prendere possesso dei due barconi mentre lui punta su un molo dove sono attraccati una decina di battelli piccoli che vengono attaccati a rimorchio ai due barconi più grandi. Mentre sta facendo salire a bordo i suoi uomini, Garibaldi viene a sapere dell'arrivo di una colonna di cavalleria austriaca. Prontamente l'assale e cattura 12 cavalli, ma perde altri 5 uomini. Poi si imbarca verso Luino, dall'altra parte del lago. Il suo obiettivo è puntare su Varese per alimentare la rivolta contro gli austriaci. Una flottiglia di austriaci attacca allora uno dei barconi più piccoli, ma un fitto fuoco di fucileria li respinge. Sul campo restano ben 2 morti e 35 feriti. Garibaldi ha vinto, ma altri uomini disertano, e, rimasto con soli 900 uomini arriva a Luino in serata.

### Battaglia di Luino
Il giorno seguente Garibaldi comincia la marcia, procedendo con 300 uomini in avanscoperta, seguito dalla retroguardia. Mentre percorre uno stretto sentiero che costeggia il lago, Garibaldi avvista 700 soldati croati (1200 secondo Alberto Mario). Avvertita la retroguardia di occupare un albergo nelle vicinanze, lui assale da dietro gli austriaci, intrappolandoli. Ma i croati arrivano prima all'accampamento e respingono i 600 uomini della retroguardia. Garibaldi allora attacca alla baionetta con i suoi 300 uomini della retroguardia. Lo scontro è cruento, ma gli austriaci vengono accerchiati dai 12 cavalieri e da 200 uomini della retroguardia venuti a sostegno di Garibaldi, e alla fine scappano. Garibaldi riporta 2 morti e 14 feriti contro i 5 morti, 17 feriti e 37 prigionieri tra i croati, più 56 dispersi. In totale il nemico ha perso 115 uomini contro i 16 di Garibaldi. La vittoria è importante, visto che i volontari smettono di disertare, e Garibaldi si affretta a ricominciare la marcia verso Varese per risvegliare la rivolta.

### Il combattimento del 26 agosto 1848
In ricordo del combattimento del 26 agosto, a Morazzone, nella piazza principale, di fronte a Villa Bottelli, è stato eretto un monumento.